# Acueducto Carolino
El acueducto Carolino o acueducto de Vanvitelli es el acueducto que proporcionaba el agua a Reggia di Caserta, tomándola de las fuentes del monte Taburno y transportándola a lo largo de un trazado que discurre, en su mayor parte enterrado, a lo largo de 38 kilómetros y que alimenta también el complejo de San Leucio.
Los trabajos del acueducto, proyectado por Luigi Vanvitelli por encargo del rey Carlos de Borbón (de ahí el sobrenombre de Carolino), comenzaron en marzo de 1753 y se concluyeron con la inauguración el 7 de mayo de 1762.
De particular mérito arquitectónico y desde 1997 Patrimonio de la Humanidad por la Unesco es el puente, hoy perfectamente conservado, que atravesando el valle de Maddaloni une el monte Logano (al este) con el monte Garzano (al oeste), alzándose sobre tres órdenes de arcadas a lo largo de 529 metros y con una altura máxima de 55,80 m. 